# Ranunculus nanus
Ranunculus nanus är en ranunkelväxtart som beskrevs av William Jackson Hooker. Ranunculus nanus ingår i släktet ranunkler, och familjen ranunkelväxter. Inga underarter finns listade i Catalogue of Life.